# Indi, Karnataka
Indi là một thị trấn thuộc bang Karnataka, Ấn Độ. It is the taluk headquarters of Indi Taluk, in the district of Bijapur.